# 読谷陸軍補助施設
読谷陸軍補助施設（よみたんりくぐんほじょしせつ、英語: Yomitan Army Annex）は、かつて沖縄県読谷村にあったアメリカ陸軍のホークミサイル基地。1960年に強制接収されたが、1974年に返還された。

## 概要
1972年5月15日時点での状況
- 場所: 読谷村字長浜
- 面積: 約121,400㎡

1960年2月、米軍はホーク・ミサイルの沖縄配備計画に基づき、土地を強制接収しミサイル発射台と関連施設を建設した。すでに読谷には核ミサイルメースBやナイキ・ハーキュリーズも配備されており、残波岬周辺は今とは想像もつかないミサイル密集地帯となっていた。
1969年頃、防空戦略の再編成移転により、ホーク・ミサイル基地としての機能は停止した。その後はアメリカ陸軍第1特殊部隊 (グリーンベレー) の宿舎として使用された。
1972年5月15日: 返還協定によりナイキが配備されていた「読谷第一陸軍補助施設」はボロー・ポイント射撃場に組み入れられ、ホーク基地跡の「読谷第二陸軍補助施設」は「読谷陸軍補助施設」と改称され提供（使用主目的：宿舎及び事務所）された。
|      | 新名称                 | 旧名称                       | 備考   |
| 6021 | ボロー・ポイント射撃場 | ボロー・ポイント射撃場       |        |
| 6021 | ボロー・ポイント射撃場 | 嘉手納第一サイト             | メース |
| 6021 | ボロー・ポイント射撃場 | ボロー・ポイント陸軍補助施設 |        |
| 6021 | ボロー・ポイント射撃場 | 読谷第一陸軍補助施設         | ナイキ |
| 6025 | 読谷陸軍補助施設       | 読谷第二陸軍補助施設         | ホーク |

1974年6月: 第1特殊部隊が解散。この施設は沖縄返還後も継続して米軍に提供されることになっていたが、同年10月31日に全返還された。

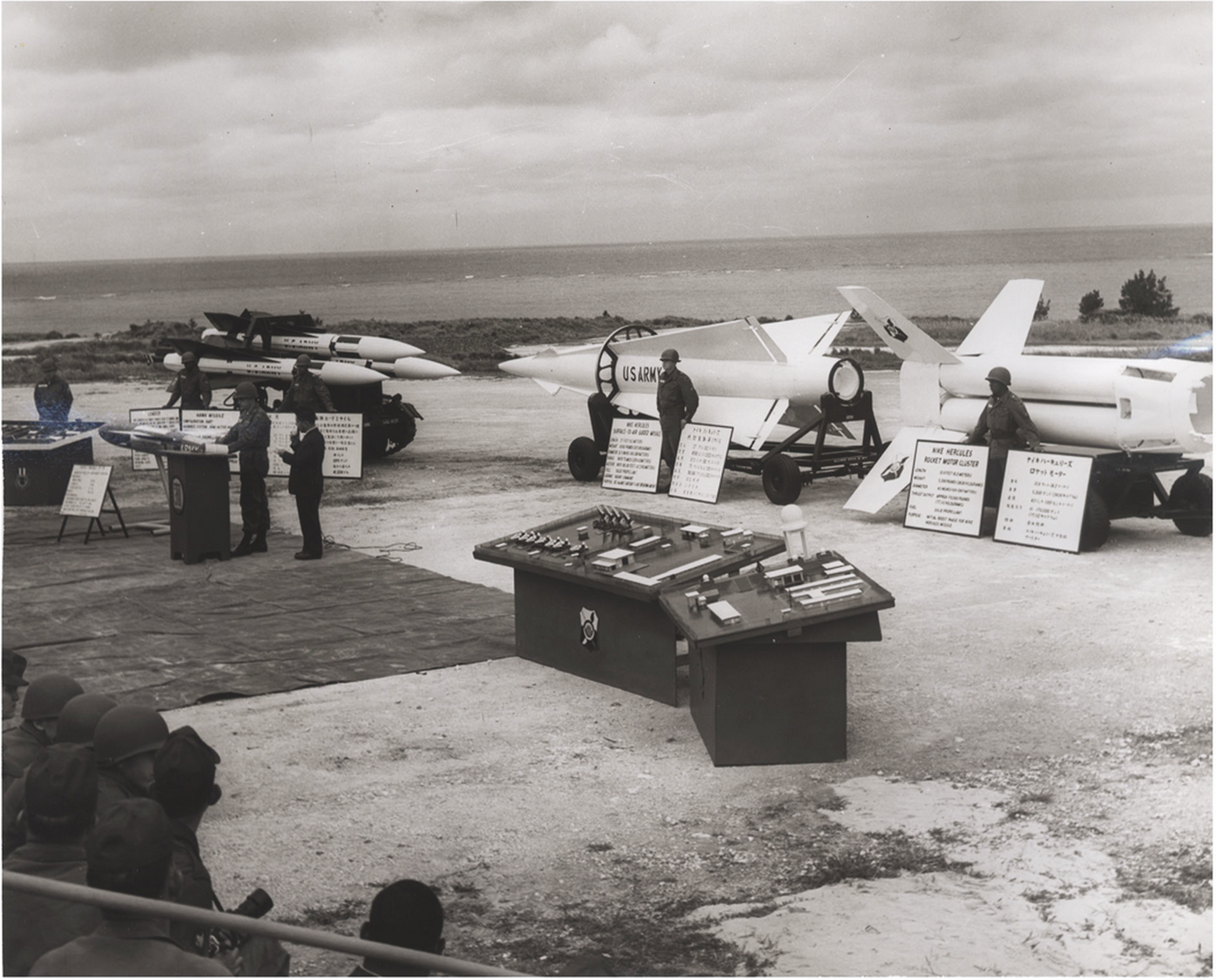
ナイキミサイルやホークミサイルの発射見学と展示がおこなわれていた読谷。返還前だが多くの自衛隊員が招かれていた。

## ホーク・サイト
1961年8月、メースとナイキ・ハーキュリーズについで低高度用迎撃用のホーク・ミサイルが配備された。ホーク基地は沖縄本島と渡嘉敷島に8ヶ所。
|   | ホーク・ミサイル                            | 備考                        |
| 1 | ボロー・ポイント射撃場 (読谷陸軍補助施設)   | 返還                        |
| 2 | 知花サイト                                  | 陸自 白川分屯地に移管       |
| 3 | 西原第二陸軍補助施設 (ホワイト・ビーチ地区) | 陸自 勝連分屯地に移管       |
| 4 | 多野岳サイト (羽地陸軍補助施設)             | 返還                        |
| 5 | 与座岳サイト                                | 陸自 南与座分屯地に移管     |
| 6 | 知念第一サイト                              | 陸自 知念分屯地 に移管      |
| 7 | 渡嘉敷島に2カ所                             | 返還 国立沖縄青少年交流の家 |